# Grand Prix Impanis-Van Petegem 2017
Le Grand Prix Impanis-Van Petegem 2017 est la septième édition de cette course cycliste masculine sur route. Il a lieu le 16 septembre 2017 entre Brakel à Boortmeerbeek, en Belgique, et fait partie du calendrier de l'UCI Europe Tour en catégorie 1.HC. Il est remporté par le coureur italien Matteo Trentin (Quick-Step Floors) devant le Luxembourgeois Jempy Drucker (BMC) et l'Allemand André Greipel (Lotto-Soudal).

## Présentation

### Équipes[2]
Classé en catégorie 1.HC de l'UCI Europe Tour, le Grand Prix Impanis-Van Petegem est par conséquent ouvert aux UCI WorldTeams dans la limite de 70 % des équipes participantes, aux équipes continentales professionnelles, aux équipes continentales belges et à une équipe nationale belge.
| WorldTeams (6)- Quick-Step Floors - BMC Racing Team - Lotto-Soudal - Dimension Data - Katusha-Alpecin - Lotto NL-Jumbo Équipes continentales professionnelles (8)- Delko Marseille Provence KTM - Direct Énergie - Fortuneo-Oscaro - Roompot-Nederlandse Loterij - Sport Vlaanderen-Baloise - Verandas Willems-Crelan - Wanty-Groupe Gobert - WB-Veranclassic-Aqua Protect Équipes continentales (6)- AGO-Aqua Service - An Post-ChainReaction - Cibel-Cebon - Pauwels Sauzen-Vastgoedservice - T.Palm-Pôle Continental Wallon - Tarteletto-Isorex |
| |

## Déroulement de la course
Échappé avec Jempy Drucker (BMC), Matteo Trentin (Quick-Step Floors) se défait de ce dernier à deux kilomètres de l'arrivée. Drucker arrive 8 secondes après lui. Le peloton, qui finit à 18 secondes, est réglé au sprint par André Greipel (Lotto-Soudal) devant Fernando Gaviria (Quick-Step Floors), vainqueur en 2016.

## Classement
| \| Classement général \| Classement général \| Classement général \| Classement général \| Classement général \| \| Coureur \| Coureur \| Pays \| Équipe \| Temps \| \| ------------------ \| --------------------- \| ------------------ \| ---------------------------- \| ------------------ \| \| 1er \| Matteo Trentin \| Italie \| Quick-Step Floors \| 4 h 36 min 03 s \| \| 2e \| Jempy Drucker \| Luxembourg \| BMC Racing Team \| + 8 s \| \| 3e \| André Greipel \| Allemagne \| Lotto-Soudal \| + 18 s \| \| 4e \| Fernando Gaviria \| Colombie \| Quick-Step Floors \| + 18 s \| \| 5e \| Andrea Pasqualon \| Italie \| Wanty-Groupe Gobert \| + 18 s \| \| 6e \| Romain Cardis \| France \| Direct Énergie \| + 18 s \| \| 7e \| Coen Vermeltfoort \| Pays-Bas \| Roompot-Nederlandse Loterij \| + 18 s \| \| 8e \| Amund Grøndahl Jansen \| Norvège \| LottoNL-Jumbo \| + 18 s \| \| 9e \| Jonas Rickaert \| Belgique \| Sport Vlaanderen-Baloise \| + 18 s \| \| 10e \| Benjamin Giraud \| France \| Delko-Marseille Provence-KTM \| + 18 s \| |                       |            |                              |                 |
| |                       |            |                              |                 |
| Source : ProCyclingStats |                       |            |                              |                 |
| Classement général |                       |            |                              |                 |
| Coureur | Coureur               | Pays       | Équipe                       | Temps           |
| 1er | Matteo Trentin        | Italie     | Quick-Step Floors            | 4 h 36 min 03 s |
| 2e | Jempy Drucker         | Luxembourg | BMC Racing Team              | + 8 s           |
| 3e | André Greipel         | Allemagne  | Lotto-Soudal                 | + 18 s          |
| 4e | Fernando Gaviria      | Colombie   | Quick-Step Floors            | + 18 s          |
| 5e | Andrea Pasqualon      | Italie     | Wanty-Groupe Gobert          | + 18 s          |
| 6e | Romain Cardis         | France     | Direct Énergie               | + 18 s          |
| 7e | Coen Vermeltfoort     | Pays-Bas   | Roompot-Nederlandse Loterij  | + 18 s          |
| 8e | Amund Grøndahl Jansen | Norvège    | LottoNL-Jumbo                | + 18 s          |
| 9e | Jonas Rickaert        | Belgique   | Sport Vlaanderen-Baloise     | + 18 s          |
| 10e | Benjamin Giraud       | France     | Delko-Marseille Provence-KTM | + 18 s          |

## UCI Europe Tour
Le Grand Prix Impanis-Van Petegem 2017 est une course faisant partie de l'UCI Europe Tour 2017 en catégorie 1.HC, les 40 meilleurs temps du classement final emporte donc de 200 à 3 points.
| Position,          | 1er | 2e  | 3e  | 4e  | 5e | 6e | 7e | 8e | 9e | 10e | 11e | 12e | 13e | 14e | 15e | 16e à 30e | 31e à 40e |
| Classement général | 200 | 150 | 125 | 100 | 85 | 70 | 60 | 50 | 40 | 35  | 30  | 25  | 20  | 15  | 10  | 5         | 3         |